# آریال (کارولینای جنوبی)
آریال(به انگلیسی: Arial) شهری در ایالت کارولینای جنوبی کشور ایالات متحده آمریکا است که جمعیت آن در سرشماری سال ۲۰۱۰ میلادی، ۲٬۵۴۳ نفر بوده‌است.